# Bror Olsson (skådespelare)

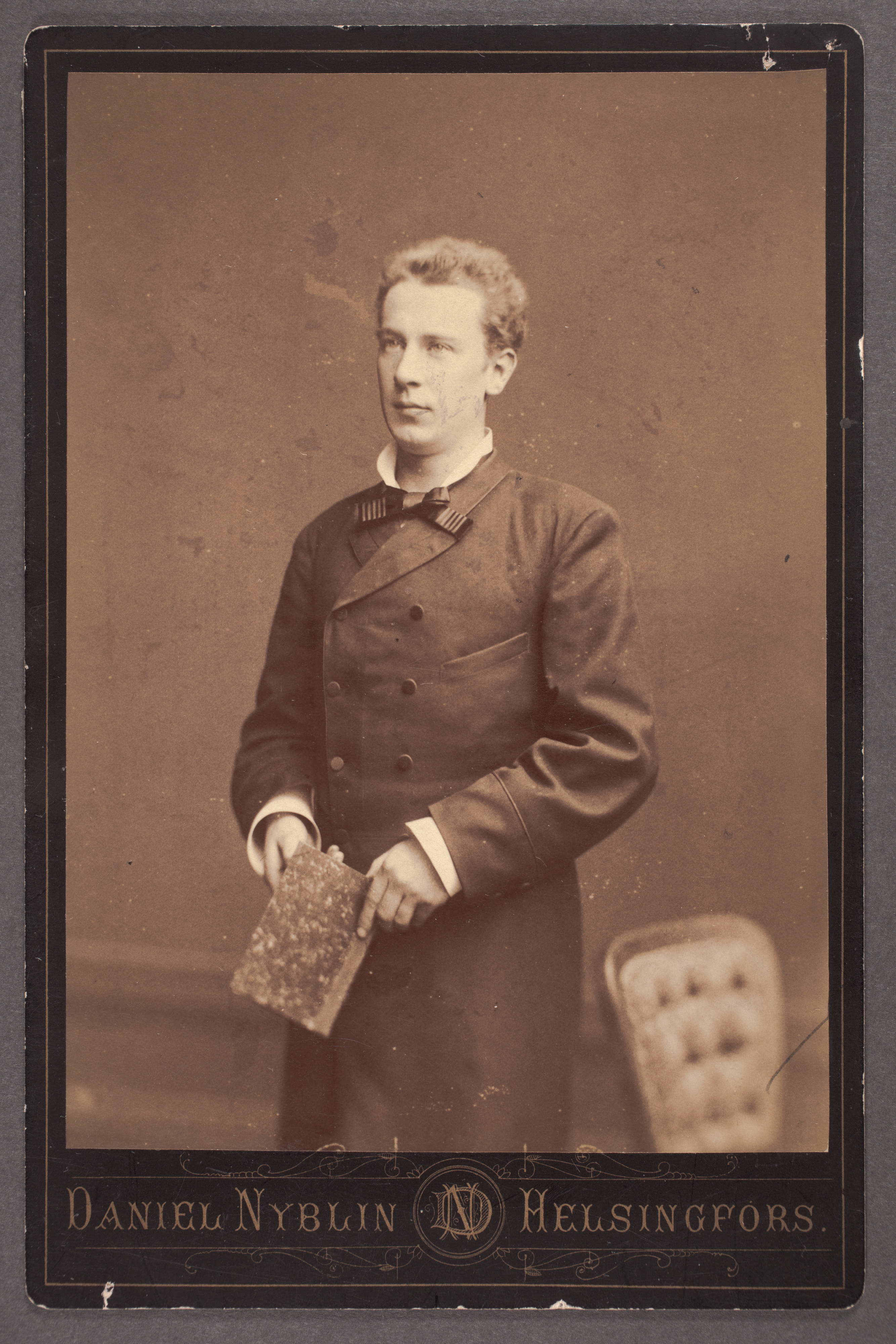
Bror Olsson år 1883

Bror August Leopold Olsson, född 2 februari 1860 i Göteborg, död 26 februari 1945 i Stockholm, var en svensk skådespelare och teaterledare.

## Biografi
Olsson var 1877–1880 anställd vid Ladugårdslandsteatern och olika sällskap i landsorten, 1880–1882 vid Stora Teatern, Göteborg, 1882–1884 vid Svenska Teatern i Helsingfors, 1884–1885 vid Albert Ranfts teatersällskap, 1885–1891 vid Nya (Svenska) teatern i Stockholm, 1891–1894 vid Södra Teatern, 1894–1896, 1907–1911 och 1915–1929 vid Dramatiska teatern, 1896–1900, 1901–1906 och 1912–1914 vid Albert Ranfts teatrar och 1911–1912 vid Intima teatern. Olsson ledde 1900–1901 ensam och 1906–1907 tillsammans med Julia Håkanssons sällskap i landsorten.
Olsson filmdebuterade 1919 i Robert Dinesens Jefthas dotter. Han var gift 1889–1912 med skådespelerskan Charlotta "Lotten" Grund. Nyåret 1905 var det Olsson som fick förtroendet att recitera Alfred Tennysons Nyårsklockan vid tolvslaget på Skansen.

## Filmografi
- 1919 – Jefthas dotter
- 1921 – Fru Mariannes friare
- 1921 – Elisabet
- 1931 – Markurells i Wadköping
- 1933 – Hälsingar
- 1934 – Karl Fredrik regerar
- 1935 – Smålänningar
- 1935 – Bränningar
- 1938 – I nöd och lust

## Teater

### Roller (ej komplett)
| År   | Roll                       | Produktion                                                 | Regi             | Teater                     |
| ---- | -------------------------- | ---------------------------------------------------------- | ---------------- | -------------------------- |
| 1888 | August Birkner             | Kärlek Edvard Brandes                                      |                  | Vasateatern                |
| 1889 | Svarte Petter              | Seklernas nyårsnatt Gustaf af Geijerstam                   |                  | Svenska teatern, Stockholm |
| 1889 | Eberhard Meng              | Byråkraten Gustav von Moser                                |                  | Svenska teatern, Stockholm |
| 1889 | Greve Bela Palmay          | Namnkunniga fruar Franz von Schönthan och Gustav Kadelburg |                  | Svenska teatern, Stockholm |
| 1889 | Alfred Jingle              | Mr. Pickwick Peter Raun Fristrup                           |                  | Svenska teatern, Stockholm |
| 1889 | August Birkner             | Kärlek Edvard Brandes                                      |                  | Svenska teatern, Stockholm |
| 1889 |                            | Eva Richard Voss                                           |                  | Svenska teatern, Stockholm |
| 1894 | Jack Chesney               | Charleys tant Brandon Thomas                               |                  | Södra Teatern              |
| 1898 | René Coutenier             | Marcelle Victorien Sardou                                  |                  | Vasateatern                |
| 1898 | Guthorm Ingesson           | Kungsämnena Henrik Ibsen                                   | Harald Molander  | Vasateatern                |
| 1898 | Baron de Varville          | Kameliadamen Alexandre Dumas d.y.                          |                  | Vasateatern                |
| 1898 | Knut Algotson              | Bröllopet på Ulfåsa Frans Hedberg                          | Harald Molander  | Svenska teatern, Stockholm |
| 1898 | En fågelstoppare           | Vid rikets port Knut Hamsun                                |                  | Svenska teatern, Stockholm |
| 1898 | Jens Ström                 | Familjen Jensen Edgard Høyer                               |                  | Svenska teatern, Stockholm |
| 1898 | Hertigen av York           | Konung Richard II William Shakespeare                      | August Lindberg  | Svenska teatern, Stockholm |
| 1899 | Pfeiffer, expedit          | Vävarna Gerhart Hauptmann                                  | Harald Molander  | Svenska teatern, Stockholm |
| 1899 |                            | Gustav Vasa August Strindberg                              |                  | Svenska teatern            |
| 1904 |                            | Lucifer Enrico Annibale Butti                              | Karl Hedberg     | Svenska teatern, Stockholm |
| 1905 | Knut Algotson              | Bröllopet på Ulfåsa Frans Hedberg                          |                  | Svenska teatern, Stockholm |
| 1905 | Läkaren                    | Greven av Antwerpen Per Hallström                          |                  | Svenska teatern, Stockholm |
| 1905 |                            | Ett samvetsäktenskap Marcel Prévost                        |                  | Svenska teatern, Stockholm |
| 1905 | Pratini                    | Lågor i dunklet Enrico Annibale Butti                      |                  | Svenska teatern, Stockholm |
| 1906 | Napoleon Bonaparte         | Hertiginnan av Danzig Ivan Caryll och Henry Hamilton       |                  | Östermalmsteatern          |
| 1906 | Gerhard, stenhuggarmästare | Gillets hemlighet August Strindberg                        | Karl Hedberg     | Svenska teatern, Stockholm |
| 1908 | Leonard                    | Samvetets mask Ludwig Anzengruber                          | Gustaf Linden    | Dramaten                   |
| 1908 | O´Neill                    | Syndafloden Henning Berger                                 | Gustaf Linden    | Dramaten                   |
| 1911 | Tintoretto                 | Renässans Holger Drachmann                                 | Knut Michaelson  | Intima teatern             |
| 1911 | Fursten                    | Det ingen vet Theodor Wolff                                | Emil Grandinson  | Intima teatern             |
| 1911 | Konservatorn               | Jul August Strindberg                                      |                  | Intima teatern             |
| 1912 | Ernst Grube                | Skuggan Thore Blanche                                      |                  | Intima teatern             |
| 1912 | Skeppar Sörensen           | Baldevins bröllop Vilhelm Krag                             |                  | Intima teatern             |
| 1912 | Gubben                     | Aftonstjärnan Hjalmar Söderberg                            |                  | Intima teatern             |
| 1912 |                            | Fannys första stycke George Bernard Shaw                   | Gustaf Collijn   | Intima teatern             |
| 1912 | Brate                      | Gamla herrgården Fredrik Nycander                          | Emil Grandinson  | Intima teatern             |
| 1913 |                            | Halvblod Algot Sandberg                                    |                  | Svenska teatern, Stockholm |
| 1914 | Raoul                      | Jungfrun av Orléans Friedrich Schiller                     |                  | Svenska teatern, Stockholm |
| 1919 | Vicomte Goring             | En idealisk äkta man Oscar Wilde                           | Karl Hedberg     | Dramaten                   |
| 1920 | Dr Alfson                  | Paradsängen Gunnar Heiberg                                 | Karl Hedberg     | Dramaten                   |
| 1920 | Konsul Casimir             | Markis von Keith Frank Wedekind                            | Karl Hedberg     | Dramaten                   |
| 1921 | Managan                    | Villa Hjärtedöd George Bernard Shaw                        | Karl Hedberg     | Dramaten                   |
| 1922 | Hans Weiring               | Älskog Arthur Schnitzler                                   | Karl Hedberg     | Dramaten                   |
| 1923 | Möller                     | Föräldrar Otto Benzon                                      | Olof Molander    | Dramaten                   |
| 1924 | Doktor Paralaid            | Knock Jules Romains                                        | Karl Hedberg     | Dramaten                   |
| 1925 | Georges Duval              | Kameliadamen Alexandre Dumas d. y.                         | Olof Molander    | Dramaten                   |
| 1925 | Ericsson                   | Swedenhielms Hjalmar Bergman                               | Gustaf Linden    | Dramaten                   |
| 1925 | Peter Sauchon              | Sankta Johanna George Bernard Shaw                         | Gustaf Linden    | Dramaten                   |
| 1927 | Gerbault-Moreuil           | Doktor Mirakel Robert de Flers och Franois de Croisset     | Karl Hedberg     | Dramaten                   |
| 1928 | Krigsministern             | Hoppla, vi lever! Ernst Toller                             | Per Lindberg     | Dramaten                   |
| 1928 | Ebag                       | Ryktbarhet Arnold Bennett                                  | Gustaf Linden    | Dramaten                   |
| 1928 | Skandalskribenten          | Fåglarna Aristofanes                                       | Olof Molander    | Dramaten                   |
| 1929 | Bourgine                   | Nyss utkommen! Édouard Bourdet                             | Gustaf Linden    | Dramaten                   |
| 1929 | Doktor Pinbrache           | Äventyret Gaston Arman de Caillavet och Robert de Flers    | Karl Hedberg     | Dramaten                   |
| 1930 | Teodor Juhl                | Årgång 30 Jens Locher                                      | Tollie Zellman   | Teatern vid Sveavägen      |
| 1930 | Harrington                 | Patsy Barry Conners                                        | Nils Johannisson | Mindre teatern             |
| 1932 | Departementsvaktmästaren   | Borgmästarinnan Maurice Hennequin                          |                  | Folkteatern                |

## Rollporträtt

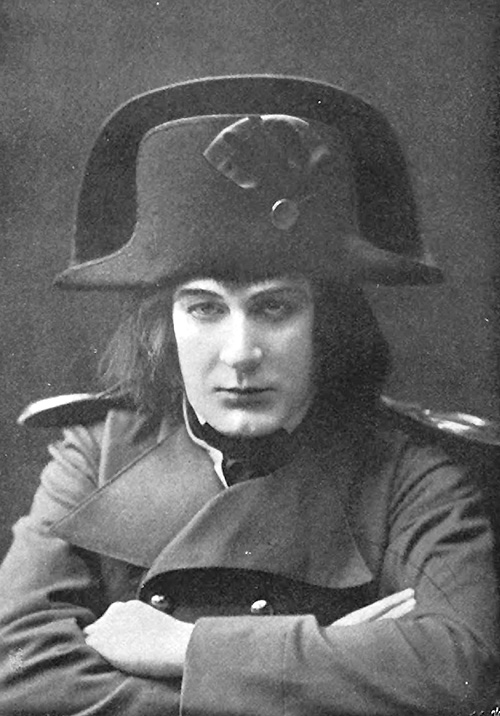
Som Napoleon Bonaparte i operetten Hertiginnan av Danzig på Östermalmsteatern 1906.